# لوکاش ژیگادلو
لوکاش توماش ژیگادلو (به لهستانی: Łukasz Tomasz Żygadło) والیبالیست لهستانی، عضو سابق تیم ملی والیبال لهستان است که سابقۀ بازی برای تیم بانک سرمایه در لیگ برتر والیبال ایران را در کارنامۀ خود دارد.

## زندگی ورزشی

### باشگاهی
او با پیوستن به تیم اوریون سولخوف فعالیت حرفه‌ای‌اش را آغاز کرد. سپس در سن ۱۵ سالگی به آ.ز.س چنستوخوا رفت و تا بعد از فارغ‌التحصیلی از دانشگاه هم عضو آن باشگاه بود. از ۱۹۹۷ تا ۲۰۰۱، او مدال‌های طلا، نقره و برنز را در لیگ و کاپ لهستان به دست آورد. لوکاش در ادامه برای تیم‌های چارنی رادوم و اسکرا بلخاتوف بازی کرد. در فصل ۲۰۰۳/۰۴، او بار دیگر برنده کاپ لهستان شد، این‌بار با تیم پلسکا انرجیا سسنویچ.
در سال ۲۰۰۴ برای نخستین‌بار لژیونر شد و با پاناتینایکوس یونان قرارداد بست و به مقام سومی رسید. پس از آن (۲۰۰۵/۰۶) با هالک‌بانک آنکارا مدال برنز لیگ ترکیه را کسب کرد و آن‌جا به عنوان بهترین پاسور ترکیه انتخاب شد. در دو فصل بعد، ژیگادلو به باشگاه والیبال دینامو کالینینگراد رفت و در نهایت با زاکسا کنجژن کوژله به لهستان بازگشت.
برای اولین‌بار در سال ۲۰۰۸ به تیم ایتاس دیاتک ترنتینو ایتالیا پیوست و چهار فصل را آن‌جا ماند. او در این مدت موفق به کسب سه مدال طلا و یک برنز لیگ قهرمانان اروپا، سه مدال طلای قهرمانی باشگاه‌های جهان، یک قهرمانی در سری آ و دو قهرمانی در کاپ ایتالیا شد. هم‌چنین ژیگادلو در سال ۲۰۱۰ برترین پاسور سری آ شناخته شد.
پس از چهار سال، به روسیه نقل مکان کرد و در آن‌جا برای تیم‌های فاکل نووی اورنگوی (۲۰۱۲/۱۳) و زنیت کازان بازی کرد. او قراردادی دو ساله در زنیت به جای والریو ورمیلیو بسته بود، اما در ۶ اکتبر ۲۰۱۳ (۱۴ مهر ۱۳۹۲) حین تمرین آسیب دید و به دلیل شکستگی استخوان پا یک فصل را کاملاً از دست داد و با زنیت فسخ قرارداد کرد. پس از دو جراحی، در سال ۲۰۱۴ پیشنهاد باشگاه ترنتینو والی را پذیرفت و به جایی که در آن موفقیت‌های بسیاری به دست آورده بود، بازگشت. در این فصل هم ترنتینو قهرمان لیگ ایتالیا شد.
در ژوئیه ۲۰۱۵، تصمیم به جدایی از ترنتینو والی گرفت و به تیم تازه تأسیس بانک سرمایه پیوست. او در این سال حضور در فینال یک لیگ آسیایی را تجربه کرد. در چهاردهم مارس ۲۰۱۶ (۲۴ اسفند ۱۳۹۴) فدراسیون والیبال ایران به دلیل انصراف پیکان تهران از بازی سوم فینال، بانک سرمایه را قهرمان لیگ معرفی کرد.

### تیم ملی

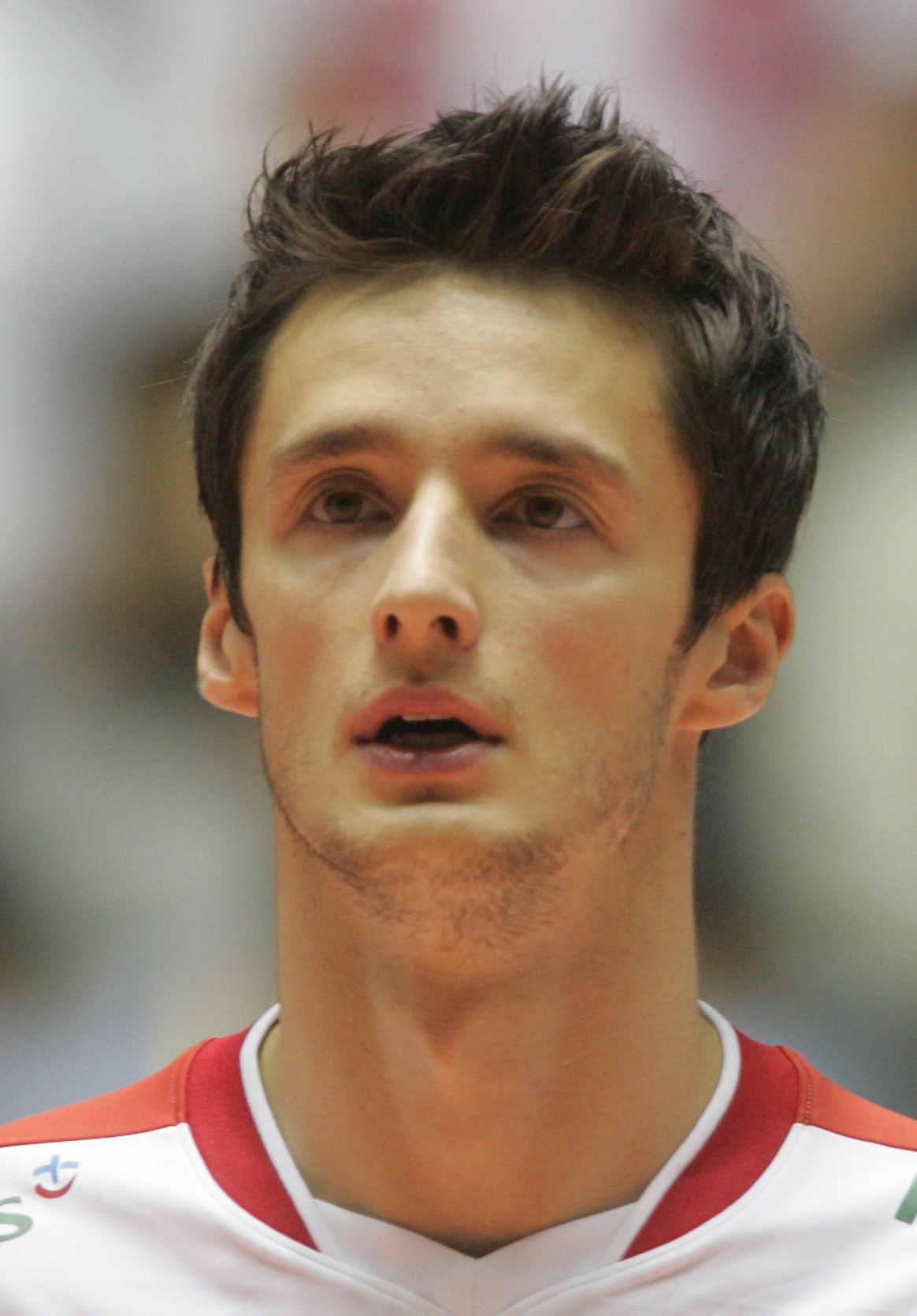

لوکاش ژیگادلو در سال ۲۰۰۰ به تیم ملی لهستان دعوت شد و در بازی‌هایی از لیگ جهانی، قهرمانی اروپا و جهان شرکت داده شد. توانست به مدال نقره قهرمانی جهان ژاپن در ۲۰۰۶ شد. ژیگادلو در سال ۲۰۱۰ به علت تمرینات نامناسب و بازی‌های کمی به او می‌رسید، از تیم ملی کنار رفت.
با روی کار آمدن آندره آناستازی، او هم به تیم ملی بازگشت و در موفقیت‌های تیم سهیم بود: نقره جام جهانی، دو مدال برنز و یک طلای لیگ جهانی و قهرمانی اروپا. با تغییر سرمربی به استفان آنتیگا، اگرچه ژیگادلو مصدوم بود و کمی از اوجش فاصله داشت، اما باز هم به اردوهای ملی دعوت شد.

## زندگی شخصی
لوکاش ژیگادلو در شهر سولخوف لهستان به دنیا آمد. او به مدرسه قهرمانی ورزش‌ها در ژشوف رفت و در نهایت با مدرک کارشناسی ارشد رشته مدیریت بازاریابی از دانشگاه تکنولوژی چنستوخوا فارغ‌التحصیل شد.
او متأهل و همسرش اگنیشکا شچپانیاک است.

## افتخارات

### لیگ قهرمانان اروپا
- ۲۰۰۸/۰۹  با تیم ترنتینو دیاتک
- ۲۰۰۹/۱۰  با تیم ترنتینو دیاتک
- ۲۰۱۰/۱۱  با تیم ترنتینو دیاتک
- ۲۰۱۱/۱۲  با تیم ترنتینو دیاتک

### جام کنفدراسیون اروپا
- ۲۰۱۴/۱۵  با تیم ترنتینو دیاتک

### قهرمانی باشگاه‌های جهان
- ۲۰۰۹  با تیم ترنتینو دیاتک
- ۲۰۱۰  با تیم ترنتینو دیاتک
- ۲۰۱۱  با تیم ترنتینو دیاتک

### قهرمانی‌های ملی
- ۱۹۹۷/۱۹۹۸  کاپ لهستان، با آ.ز.س چنستوخوا
- ۱۹۹۹/۲۰۰۰  لیگ لهستان، با آ.ز.س چنستوخوا
- ۲۰۰۰/۲۰۰۱  لیگ لهستان، با آ.ز.س چنستوخوا
- ۲۰۰۱/۲۰۰۲  لیگ لهستان، با آ.ز.س چنستوخوا
- ۲۰۰۳/۲۰۰۴  کاپ لهستان، با پلسکا انرجیا سسنویچ
- ۲۰۰۴/۲۰۰۵  لیگ یونان، با پانتاتیناکوس آتن
- ۲۰۰۵/۲۰۰۶  لیگ ترکیه، با هالک‌بانک آنکارا
- ۲۰۰۸/۲۰۰۹  لیگ ایتالیا، با ترنتینو دیاتک
- ۲۰۰۹/۲۰۱۰  کاپ ایتالیا، با ترنتینو دیاتک
- ۲۰۰۹/۲۰۱۰  لیگ ایتالیا، با ترنتینو دیاتک
- ۲۰۱۰/۲۰۱۱  لیگ ایتالیا، با ترنتینو دیاتک
- ۲۰۱۱/۲۰۱۲  کاپ ایتالیا، با ترنتینو دیاتک
- ۲۰۱۱/۲۰۱۲  لیگ ایتالیا، با ترنتینو دیاتک
- ۲۰۱۴/۲۰۱۵  لیگ ایتالیا، با ترنتینو والی
- ۲۰۱۵/۲۰۱۶  لیگ ایران، با بانک سرمایه
- ۲۰۱۶/۲۰۱۷  لیگ ایران، با بانک سرمایه
- ۲۰۱۷/۲۰۱۸  لیگ ایران، با بانک سرمایه

### تیم ملی
- ۱۹۹۵  رقابت‌های قهرمانی نوجوانان اروپا
- ۱۹۹۷  رقابت‌های قهرمانی نوجوانان اروپا
- ۲۰۰۶  رقابت‌های قهرمانی مردان جهان
- ۲۰۱۱  مسابقات لیگ جهانی
- ۲۰۱۱  رقابت‌های قهرمانی مردان اروپا
- ۲۰۱۱  رقابت‌های جام جهانی
- ۲۰۱۲  مسابقات لیگ جهانی

### فردی
- بهترین پاسور جام حذفی لهستان ۲۰۰۴
- بهترین پاسور لیگ برتر ترکیه ۲۰۰۶
- دریافت صلیب طلایی افتخار ۲۰۰۶
- بهترین پاسور لیگ قهرمانان اروپا ۲۰۱۰
- بهترین پاسور یادبود هوبرت جرزی واگنر ۲۰۱۲